# Unió Democràtica Aranesa
Unió Democràtica Aranesa (UDA) fou un partit polític de la Vall d'Aran. Es presentà per primera vegada a les eleccions al Conselh Generau d'Aran el 1991 dins la Coalició Aranesa-Convergència i Unió, i les va guanyar. El 1993 van sorgir problemes a la coalició, cosa que en va provocar la dissolució. A les eleccions del 1995 ja es va presentar en solitari, i va aconseguir dos consellers.
Disposava d'un protocol de col·laboració amb Unió Democràtica de Catalunya, que es va trencar el 1999, quan UDA va formar una coalició amb el Partit Popular, que va rebre el nom d'Unió Popular Aranesa i va aconseguir un conseller al Conselh Generau. El pacte es va trencar l'any següent a causa de divergències internes. A les eleccions del 2003, per tant, UDA hi va tornar a concórrer en solitari, aquesta vegada sense aconseguir cap conseller. El mes d'abril del 2007 va arribar la dissolució del partit, quan el PP va absorbir-lo amb l'objectiu d'unificar el centredreta a l'Aran.
El càrrec de síndic d'Aran va estar ocupat per Amparo Serrano Iglesias, d'UDA, del 1993 al 1995.

## Ideologia
Els trets identitaris més reconeguts del partit eren el seu municipalisme, el nacionalisme aranès i la democràcia cristiana, com el seu soci català, UDC.

## Història

### Inicis
Segons un fulletó propagandístic de la formació, "UDA és un partit que va néixer de la voluntat d'un grup de persones que van veure necessària la creació d'una nova opció política que competís a nivell comarcal i municipal amb els grups polítics ja existents". Poc després de la fundació, el 7 de novembre de 1986, data de creació segons el partit però que no coincideix amb la data del registre de partits polítics, UDA signà un acord de col·laboració amb Unió Democràtica de Catalunya, fet que comportà la creació de la Coalició Aranesa-Convergència i Unió.

### Dins de "Coalició Aranesa-Convergència i Unió" (1987-1993)
Amb aquella coalició, UDA aconseguí la majoria d'ajuntaments del país, entre ells el de la capital, Viella i Mitjaran, així com el govern i la presidència del Consell Comarcal d'Aran, antecessor de l'actual Consell General d'Aran, que va recaure en Josep Calbetó, alcalde de Viella i president d'UDA.
Des d'aleshores, els resultats dins de la coalició van ser prou bons, guanyant en molts ajuntaments que fins llavors eren d'Unitat d'Aran. La coalició va guanyar les primeres eleccions al Consell General d'Aran, l'any 1991, sent elegida síndica Pilar Busquet, de CDA-PNA. Dos anys després, el 1993, la coalició es va trencar per desavinences, i UDA, encapçalada per Amparo Serrano Iglesias, va presentar una moció de censura contra la síndica Busquet, amb el suport d'Unitat d'Aran.

### Primera trajectòria en solitari (1993-1999)
A partir d'aquell moment, Amparo Serrano passà a ser síndica d'Aran fins al 1995, any en què UDA es va presentar en solitari per primera vegada a les eleccions al Consell General i a les municipals amb una llista encapçalada per la fins llavors síndica Serrano. En aquelles eleccions, la formació va aconseguir dos escons al Consell General, tots dos per la demarcació de Castièro.

### Dins d'"Unió Popular Aranesa" (1999-2000)
L'any 1999 i de cara a les eleccions, el partit va pactar una coalició amb el PP que s'anomenaria Unió Popular Aranesa, i va presentar com a cap de llista Josep Calbetó, antic president comarcal i alcalde de Viella. Aquesta aliança va fer que un sector d'UDA, descontent amb el pacte amb el PP, sortís del partit, entre ells l'ex-síndica Amparo Serrano, que va declarar que no podia participar en un projecte que no fos nacionalista aranès. Serrabi va liderar un sector d'UDC a la Vall d'Aran que es presentà a les eleccions sota el nom d'Amassadi per Aran (AxA). Els resultats de la coalició no van ser els esperats: va obtenir uns resultats menors als d'UDA el 1995 tant al Consell General com a les municipals. Tot i això, Josep Calbetó va obtenir acta de conseller.

### Segona trajectòria en solitari i dissolució (2000-2007)
Només un any després d'haver-se constituït la coalició, la gestora del Partit Popular de la Vall d'Aran va demanar a la direcció del partit a Catalunya de trencar la coalició per discussions entre les dues formacions. A partir d'aleshores, UDA tornà a actuar com un partit independent i es presentà a les eleccions al Consell General de 2003, on no aconseguí representació, i a les municipals, on aconseguí un regidor a l'Ajuntament de Viella. L'any 2007, pocs mesos abans de les eleccions al Consell General i davant les expectatives, el partit va decidir disoldre's i integrar-se al Partit Popular.

## Resultats electorals

### Conselh Generau d'Aran
| Elecció | Vots  | %     | Escons | +/– | Candidat                     | Govern                         |
| ------- | ----- | ----- | ------ | --- | ---------------------------- | ------------------------------ |
| 1991    | 1.947 | 50,94 | 2 / 13 | Nou | Maria Pilar Busquets i Medan | Majoria                        |
| 1995    | 811   | 15,38 | 2 / 13 | =   | Amparo Serrano Iglesias      | Oposició                       |
| 1999    | 473   | 10'74 | 1 / 13 | 1   | Josep Calbetó Giménez        | Oposició                       |
| 2003    | 175   | 3'61  | 0 / 13 | 1   |                              | No va aconseguir representació |

### Municipals
| Elecció | Vots | %     | Escons | +/– | Posició |
| ------- | ---- | ----- | ------ | --- | ------- |
| 1995    | 776  | 18,09 | 6 / 51 | Nou | 3r      |
| 1999    | 761  | 17,08 | 4 / 51 | 2   | = 3r    |
| 2003    | 247  | 5,05  | 1 / 51 | 3   | =3r     |